# 점봉산
점봉산(點鳳山)은 대한민국 강원특별자치도 인제군 기린면 진동리과 양양군 서면에 걸쳐 있는 산으로 높이는 1,424m이다.
한계령에서 북쪽이 설악산이고, 남쪽이 점봉산이다. 등벙산 또는 등붕산(登朋山)이라고도 불리는 점봉산은 태백산맥의 중추를 이루며 오색약수와 점봉산이 사실상 남설악 관광의 핵을 이루고 있다.

## 같이 보기
- 한국의 산